# Кораккаси (Аліковський район)
Коракка́си (рос. Кораккасы, чув. Кораккаси) — присілок у складі Аліковського району Чувашії, Росія. Входить до складу Кримзарайкінського сільського поселення.
Населення — 67 осіб (2010; 83 у 2002).
Національний склад:
- чуваші — 99 %